# Velocípedo

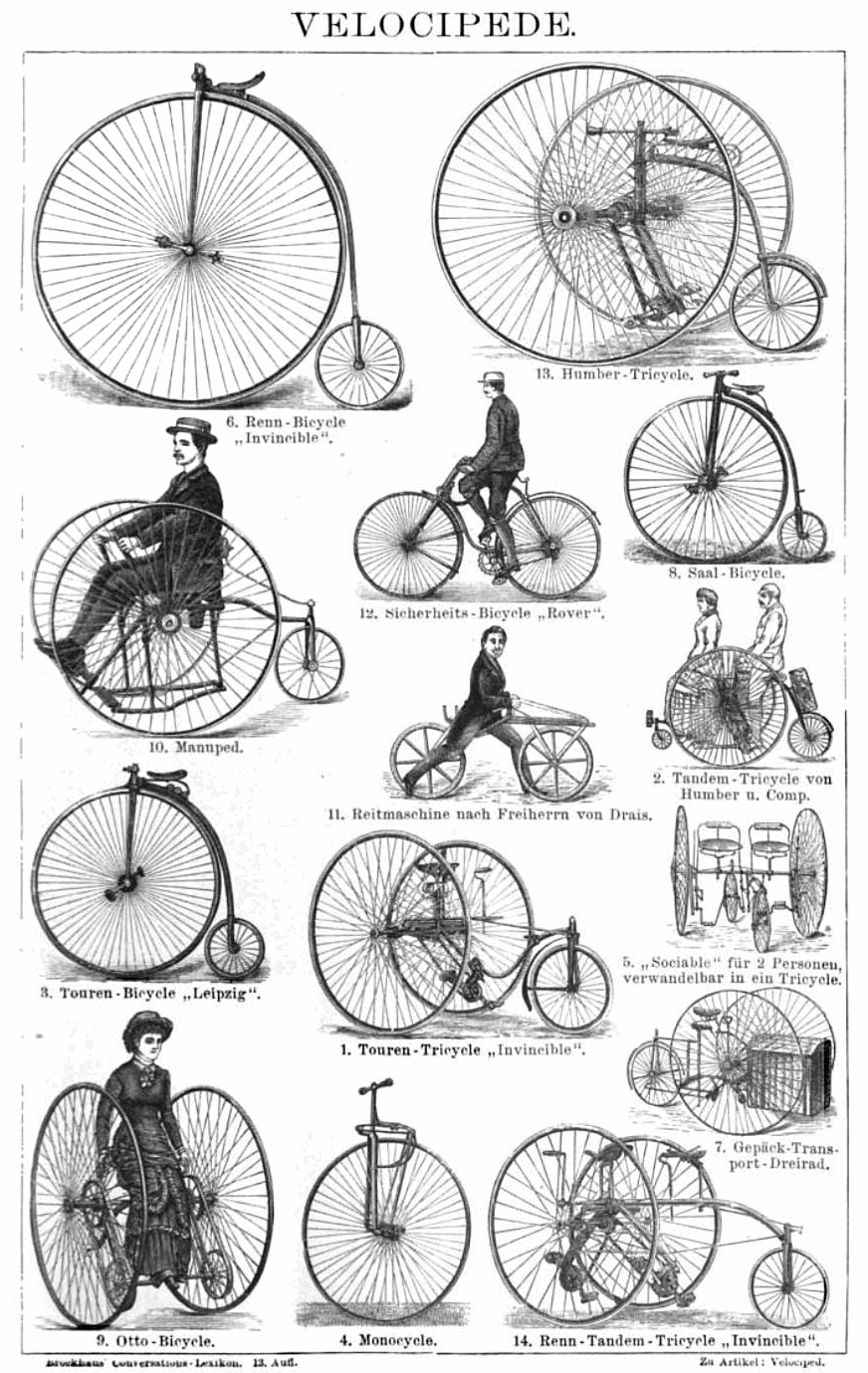
Distintos tipos de velocipedos

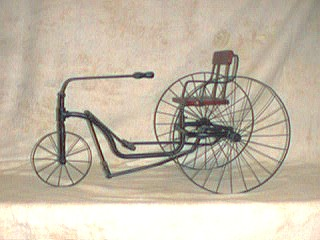
Velocípedo de tres ruedas

Velocípedo (en latín significa «pies rápidos») es un término global para cualquier vehículo terrestre de propulsión humana con una o más ruedas. El tipo más común de velocípedo hoy es la bicicleta.
El término fue acuñado por el francés Nicéphore Niépce en 1818 para describir su versión del Laufmaschine, que fue inventado por el alemán Karl Drais en 1817. Sin embargo, el término «velocípedo» hoy en día, se utiliza principalmente como un término colectivo para los precursores de las diferentes monociclo, la bicicleta, el birrueda, el triciclo y el cuatriciclo desarrollado entre 1817 y 1880.

## Historia

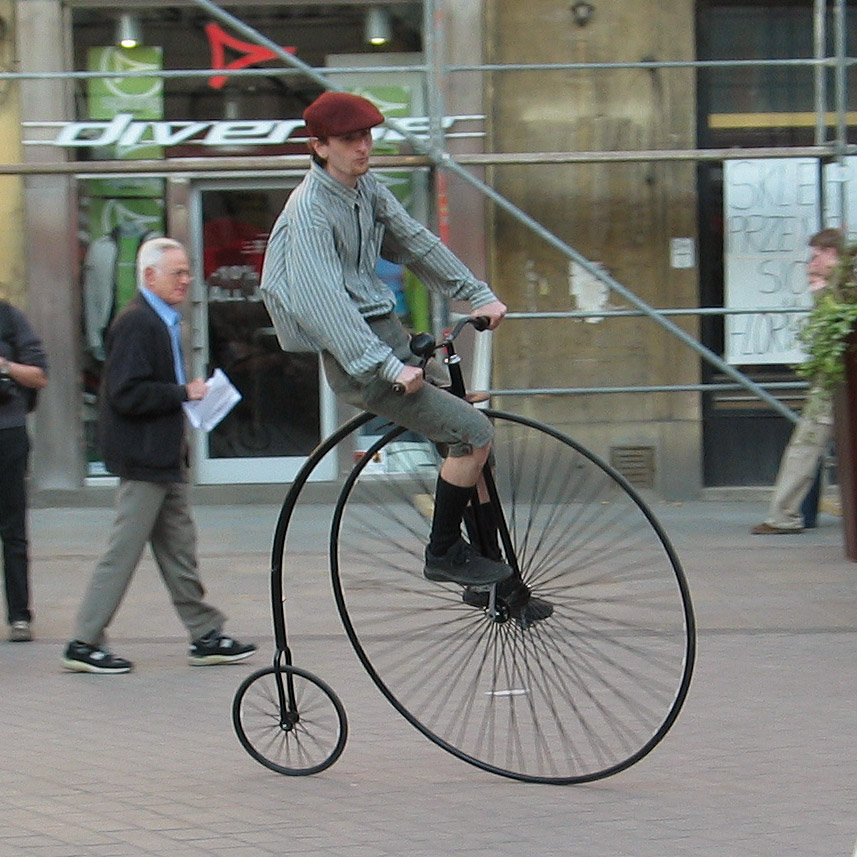
Ciclista montado en un velocípedo.

El velocípedo formado por una especie de caballete, con dos o con tres ruedas, y que movía por medio de pedales quien iba montado en él. Es considerado el precursor de la bicicleta.  Karl Drais,  el 12 de junio de 1817  presenta a la sociedad la laufmaschine, del alemán «máquina andante», conocida ahora como draisiana (en honor a su inventor). En 1863 el inventor Pierre Lallement mejora en Francia la invención de Drais añadiéndole los pedales; al velocípedo de dos ruedas se le denomina a veces en inglés boneshaker (agitador de huesos). La compañía de Michaux fue la primera en producir en masa el velocipedo, desde 1867 a 1870. Se tiene, no obstante, informes que mencionan al científico inglés Robert Hooke como inventor del velocipedo en el siglo XVII. El vehículo descrito era propulsado sin caballos (horseless carriage).